# Acide métaarsénieux
L'acide métaarsénieux , acide arsénieux ou arsenic blanc est un acide de formule brute HAsO2.

## Usages
C'est une des formes de l'arsenic qui a été utilisée :
- comme poison[2], dont contre les rongeurs au XIXe siècle où l'on se pose déjà la question du risque qu'il soit absorbé par les plantes à partir du sol[3].
- testé comme insecticide, dont contre Phylloxera vastatrix[4], avant d'être interdit ;
- La solution arsenicale de Loeffler (acide arsénieux en solution neutre) a été testée comme médicament contre la Trypanosomiase humaine africaine (maladie du sommeil) après que Livingstone ait remarqué son effet sur les réactions induites par les piqûres de mouche tsé-tsé sur le cheval[5] ; Une dose minimale de 10 cg/jour d'acide arsénieux (en injections sous cutanées) éliminait les trypanosomes de la circulation périphérique en 24 heures, mais les injections étaient très douloureuses, mal tolérées par les patients et des souches arsénio-résistantes sont rapidement apparues chez le Trypanosome responsable de cette maladie[6].
- Au XIXe siècle, l'acide métaarsénieux a été testé contre la carie dentaire et abandonné en raison de sa toxicité[7]
- Cet acide a été utilisé parmi les acides utilisés pour la récupération assistée d'hydrocarbures[8]. 
Le premier essai réussi d'utilisation d'un acide pour agrandir les pores de la roche d'un gisement de pétrole daterait de 1928 (en Oklahoma sur des puits de pétrole de la compagnie Gypsy OilCo (dans le Glenn Pool[9]). La compagnie "Michigan pure Oil Co." a ensuite utilisé un mélange d'acide chlorhydrique et de 15 % d'acide arsénieux (à deux reprises dans le même puits), efficacement. 
Ce traitement est ensuite amélioré par l'ajout d'autres additifs[8]. Rapidement, ces traitements acides améliorés dopent la productivité des puits, en la multipliant par 4 à 25[10]. En 1937, selon Heithecker (US Bureau of mines), plus de 6000 puits avaient ainsi été acidifiés rien que dans le Kansas (avec plus de 8000 opérations d'acidification)[11]. 
À partir des années 1930, Halliburton et d'autres introduiront d'autres acides (acide fluorhydrique ou fluorures, puis acides organiques), ajoutés à l'acide chlorhydrique[8].